# Richard Dreyfuss
Richard Stephen Dreyfuss (New York, 29 oktober 1947) is een Amerikaans acteur, bekend van films als American Graffiti (1973), Jaws (1975) en Close Encounters of the Third Kind (1977).
Dreyfuss is bekroond met een Oscar, een Golden Globe en een BAFTA Award. Hij heeft ook een ster op de Hollywood Walk of Fame, namelijk op Hollywood Boulevard 7021.

## Biografie
Dreyfuss werd geboren in Brooklyn (New York). Zijn ouders waren Joods. De vader heette Norman, een advocaat en restaurateur, en de moeder heette Geraldine. Zij zette zich in voor wereldvrede. Dreyfuss is een Jiddische achternaam. Richard Dreyfuss bracht zijn kinderjaren door in Brooklyn en in Bayside in Queens. Op zijn negende verhuisde hij met zijn familie naar Los Angeles.
Dreyfuss' acteercarrière begon bij het Beverly Hills Jewish Center. Hij maakte zijn debuut op de televisie toen hij vijftien was in de televisieproductie In Mama's House. Dreyfuss zat ook een jaar op het San Fernando Valley State College. In de Vietnamoorlog weigerde hij in dienst te gaan en ging hij twee jaar werken in een ziekenhuis in Los Angeles. Terwijl hij daar werkte was ook meerdere malen te zien op de televisie in programma's als Peyton Place, Gidget, Bewitched en The Big Valley. Aan het eind van de jaren 60 en begin van de jaren 70 trad hij ook op in Broadway en daarbuiten. Hij was ook actief in het geïmproviseerde theater.
Dreyfuss' eerste filmrol was in The Graduate. Die rol was zo klein dat hij niet eens vermeld stond bij de aftiteling. Het enige wat hij in die film zei was "Shall I call the cops? I'll call the cops" ("Zal ik de politie bellen? Ik zal de politie bellen"). In de film daarna, Dillinger, speelde Dreyfuss een grotere rol, en in 1973 speelde hij in de hitfilm American Graffiti samen met andere sterren als Harrison Ford, die later nog groter zou worden.
Dreyfuss eerste hoofdrol was in de Canadese film The Apprenticeship of Duddy Kravitz. Later in de jaren zeventig speelde hij in een aantal zeer bekende films, waaronder de klassieker Jaws en Close Encounters of the Third Kind, beiden van Steven Spielberg. Hij zou aanvankelijk ook in Jaws 2 verschijnen, maar dat ging niet door. Voor de rol van een acteur in de film The Goodbye Girl won Dreyfuss zelfs een Academy Award voor Beste Acteur. Hij was destijds dertig en was daarmee enige tijd de jongste acteur ooit die een dergelijke Oscar won.
Tussen 1978 en 1982 speelde Dreyfuss in diverse films, maar ze waren niet erg succesvol. Dreyfuss ging drugs gebruiken, en dit leidde uiteindelijk tot zijn arrestatie in 1982, toen hij met zijn auto tegen een boom aanreed en betrapt werd op het bezit van cocaïne. Al in 1986 maakte hij zijn comeback in Hollywood met zijn rol in de film Down and Out in Beverly Hills. In 1995 werd hij genomineerd voor een Oscar en een Golden Globe-award voor zijn acteerprestaties in de rol van Glenn Holland in de film Mr. Holland's Opus. Dreyfuss speelde daarna nog in veel meer film-, toneel- en televisieproducties. In april 2004 speelde hij in een nieuwe versie van het toneelstuk Sly Fox in Broadway, samen met acteurs als Eric Stoltz, René Auberjonois, Bronson Pinchot en Elizabeth Berkley.

## Privé
Dreyfuss was van 1983 tot 1995 getrouwd met Jeramie Rain. Hij had met haar drie kinderen. In 1999 trouwde hij met Janelle Lacey, maar dat huwelijk duurde niet lang. Op 16 maart 2006 trouwde hij opnieuw, met de Russische Svetlana Erokhin. Ze wonen nu samen in New York.
Dreyfuss lijdt aan een bipolaire stoornis. Naar aanleiding van die stoornis verscheen hij in 2006 in de documentaire Stephen Fry: The Secret Life of the Manic Depressive van Stephen Fry, waarin hij werd geïnterviewd.
Dreyfuss zet zich in voor onderwerpen als privacy, vrijheid van meningsuiting, democratie en zelfverantwoordelijkheid.

## Filmografie
- Karen Televisieserie - David Rowe III (Afl. onbekend, 1964-1965)
- Ben Casey Televisieserie - Rol onbekend (Afl., Francini? Who Is Francini?, 1965)
- Gidget Televisieserie - Durf, de travestiet (Afl., Ego-a-Go-Go, 1966)
- Bewitched Televisieserie - Rodney (Afl., Man's Best Friend, 1966)
- Hey, Landlord Televisieserie - Warren (Afl., Big Brother Is Watching You, 1967)
- The Big Valley Televisieserie - Lud Akley (Afl., Boy Into Man, 1967)
- Occasional Wife Televisieserie - Rudolph (Afl., Fair Play for Gypsies, 1967)
- That Girl Televisieserie - Johnny (Afl., Paper Hats & Everything, 1967)
- Hey, Landlord Televisieserie - Harold (Afl., Testing, One Two, 1967)
- Please Don't Eat the Daisies Televisieserie - Rol onbekend (Afl., My Son, the Actor, 1967)
- The Second Hundred Years Televisieserie - Ben Jr. (Afl., No Experience Necessary, 1967)
- Valley of the Dolls (1967) - Assistent-toneelknecht (Niet op aftiteling)
- The Graduate (1967) - Bewoner pension (Niet op aftiteling)
- The Young Runaways (1968) - Terry
- Judd for the Defense Televisieserie - Larry Corning (Afl., Weep the Hunter Home, 1968)
- Felony Squad Televisieserie - Herbie Aroon (Afl., The Last Man in the World, 1968)
- The Ghost & Mrs. Muir Televisieserie - Mark Finlay - Editor van de Schooner Bay Beacon (Afl., Buried on Page One, 1969)
- Hello Down There (1969) - Harold Webster
- The New People Televisieserie - Dr. Owen Rudd (Afl., Panic in the Sand, 1969)
- The Bold Ones: The New Doctors Televisieserie - Dr. Tolliver (Afl., No Harm to the Patient, 1970)
- The Mod Squad Televisieserie - Curtis Bell (Afl., Mother of Sorrow, 1970)
- Room 222 Televisieserie - Stan Siebert (Afl., The Valediction, 1970)
- Untold Damage (Televisiefilm, 1971) - Greg
- The Young Lawyers Televisieserie - Mike Chester (Afl., Down at the House of Truth, Visiting, 1971)
- Two for the Money (Televisiefilm, 1972) - Morris Gap
- Shadow of a Gunman (Televisiefilm, 1972) - Rol onbekend
- The Mod Squad Televisieserie - Caleb Dunne (Afl., The Night Holds Terror, 1973)
- Gunsmoke Televisieserie - Gearshon Gorofsky (Afl., This Golden Land, 1973)
- A Touch of Grace Televisieserie - Donald (Afl., The Accident, 1973)
- Catch-22 (Televisiefilm, 1973) - Kapt. John Yossarian
- Dillinger (1973) - Baby Face Nelson
- American Graffiti (1973) - Curt Henderson
- The New Dick Van Dyke Show Televisieserie - Tony Injijikian (Afl., Mr. Dazzle, 1973)
- Inserts (1974) - Boy Wonder
- The Apprenticeship of Duddy Kravitz (1974) - Duddy
- The Second Coming of Suzanne (1974) - Clavius
- Jaws (1975) - Matt Hooper
- Victory At Entebbe (Televisiefilm, 1976) - Kolonel Yonathan 'Yonni' Netanyahu
- Close Encounters of the Third Kind (1977) - Roy Neary
- The Goodbye Girl (1977) - Elliot Garfield
- Saturday Night Live Televisieserie - Presentator (Afl., Richard Dreyfuss/Jimmy Buffett, Gary Tigerman, 1978)
- The Big Fix (1978) - Moses Wine
- Othello (Video, 1979) - Iago
- The Competition (1980) - Paul Dietrich
- Whose Life Is It Anyway? (1981) - Ken Harrison
- The Buddy System (1984) - Joe
- Down and Out in Beverly Hills (1986) - David 'Dave' Whiteman
- Stand By Me (1986) - De Schrijver
- Tin Men (1987) - Bill 'BB' Babowsky
- Stakeout (1987) - Det. Chris Lecce
- Nuts (1987) - Aaron Levinsky
- Moon Over Parador (1988) - Jack Noah/President Alphonse Simms
- Let It Ride (1989) - Jay Trotter
- Always (1989) - Peter Sandich
- Rosencrantz & Guildenstern Are Dead (1990) - De Speler
- Postcards from the Edge (1990) - Dokter Frankenthal
- Once Around (1991) - Sam Sharpe
- What About Bob? (1991) - Dr. Leo Marvin
- Prisoner of Honor (Televisiefilm, 1991) - Kol. Picquart
- Lincoln (Televisiefilm, 1992) - William Tecumsah Sherman (Stem)
- Lost in Yonkers (1993) - Louie Kurnitz
- Another Stakeout (1993) - Detective Chris Lecce
- Silent Fall (1994) - Dr. Jake Rainer
- The Great Battles of the Civil War (Mini-serie, 1994) - Verteller (Stem)
- The Last Word (1995) - Larry
- The American President (1995) - Senator Bob Rumson
- Mr. Holland's Opus (1995) - Glenn Holland
- James and the Giant Peach (1996) - Centipede (Stem)
- Night Falls on Manhattan (1996) - Sam Vigoda
- Mad Dog Time (1996) - Vic
- The Call of the Wild: Dog of the Yukon (Televisiefilm, 1997) - Verteller (Stem)
- Oliver Twist (Televisiefilm, 1997) - Fagin
- Krippendorf's Tribe (1998) - Prof. James Krippendorf
- Lansky (Televisiefilm, 1999) - Meyer Lansky
- Fail Safe (Televisiefilm, 2000) - President
- The Crew (2000) - Bobby Bartellemeo/Verteller
- The Old Man Who Read Love Stories (2001) - Antonio Bolivar
- Who Is Cletis Tout? (2001) - Micah Tobias
- Rudolph the Red-Nosed Reindeer & the Island of Misfit Toys (dvd, 2001) - Scoop de Sneeuwman (Verteller)
- The Day Reagan Was Shot (Televisiefilm, 2001) - Alexander Haig
- The Education of Max Bickford Televisieserie - Max Bickford (22 afl., 2001-2002)
- Coast to Coast (Televisiefilm, 2003) - Barnaby Pierce
- The American Experience Televisieserie - Verteller (Afl., The Johnstown Flood, 2003)
- Silver City (2004) - Chuck Raven
- Copshop (Televisiefilm, 2004) - Leonard Manzo
- Unsung (2006) - Verteller (Stem)
- Poseidon (2006) - Richard Nelson
- Ocean of Fear: Worst Shark Attack Ever (Televisiefilm, 2007) - Verteller
- Tin Man Televisieserie - Mystic Man (Afl., Into the Storm, 2007|Search for the Emerald, 2007)
- Signs of the Time (2008)
- W. (2008) - Dick Cheney
- My Life in Ruins (2009) - Irv
- Red (2010) - Alexander Dunning
- Weeds (2010) - Warren Schiff
- Lone Star Trixie (2011) - Virgil
- Parenthood (2011) - Gilliam T. Blount
- Coma (2012) - Professor Hillside
- Very Good Girls (2013) - Danny
- Squatters (2013)
- Killing Winston Jones (2013) - Winston Jones
- Zipper (2015) - George Hiller
- Book Club (2018) - George
- Astronaut (2019) - Angus Stewart